# 阜康市
阜康市（維吾爾語：فۇكاڭ شەھىرى‎）位于中华人民共和国新疆维吾尔自治区中北部，是昌吉回族自治州下辖的县级市，地处乌鲁木齐東北57公里。著名的天山天池位于阜康城南40公里的山中。常住人口約18.5万人（2020年），市人民政府駐愽峰街街道新运路1000号

## 歷史
汉神爵二年（前60年），汉朝政府设西域都护府护卫和管理西域各国。阜康地区属卑陆国和卑陆后国。唐贞观十四年（640年），唐朝政府设庭州，管理天山以北地区，阜康属庭州。唐代，特别是在丝绸之路新北道开通以后，阜康地区的经济社会得到较快发展。期间在阜康境内，沿丝绸之路从东到西建有阿克木那拉、土墩子、五米土堆烽火台及耶勒守促城、俱六守捉城、唐王城等。
清乾隆二十一年（1756年），清军平定准噶尔，在天山北麓设州、县，采取大规模屯田措施保障军需和发展经济。阜康地区是重要的屯垦地之一。乾隆二十三年（1758年），清政府在阜康设立军屯，留兵在阜康屯田。5年后，又将驻防乌鲁木齐的携眷兵522户1796人派往阜康屯田。乾隆三十年（1765年），清政府开始在阜康兴办民屯。乾隆二十五年（1760年）筑城，由屯垦兵驻守。乾隆二十八年（1763年）六月癸未，烏魯木齊辦事副都統、侍郎旌額理等上疏，在乌鲁木齐地区“所築二城六堡”即将竣工，“懇照從前城堡之例”，頒賜嘉名。乾隆帝赐乌鲁木齐城曰迪化城，特訥格爾城曰阜康城，東門曰綏惠、西門曰振威、南門曰麗陽、北門曰寧朔。
乾隆四十一年（1776年），设阜康县，隶迪化直隶州，轄28个村庄。光绪十年（1884年），阜康隶镇迪道管辖。光绪二十八年（1902年），从阜康县分出孚远县。民国时期，阜康属迪化道，隶迪化行政长公署管辖。1958年5月，阜康县划归昌吉回族自治州管辖。1992年11月，阜康市撤县设市，仍隶属昌吉回族自治州。

## 人口
2020年末，根据第七次人口普查数据显示：全市常住人口为181144人。

## 地理
阜康市地处天山东段（博格达山）北麓、准噶尔盆地南缘，东邻吉木萨尔县，西与米东区接壤，南与乌鲁木齐县相望，北与阿勒泰地区富蕴县相连。总面积8545平方千米。西南距自治区首府乌鲁木齐市57千米，西距昌吉州首府昌吉市93千米。
阜康市南部山区海拔700—5445米，属天山山脉，海拔5445米的博格达峰屹立于群峰南侧；海拔2800米以上为高山区，终年积雪，孕育着发达的现代冰川，是阜康市各条河流的发源地；海拔2800—1700米为中山带，是阜康市天然林区及主要夏牧场。海拔1700—700米为前山丘陵地带，富含矿藏。中部平原海拔700—450米，由各河流冲积、洪积而成，由东南向西北倾斜，地势平坦，土层较厚，是农田的集中分布区，也是全市社会经济发展最为活跃的区域。北部为古尔班通古特大沙漠的一部分，海拔高度450—800米，植被为梭梭、柽柳等灌木及稀疏的沙生植物。
阜康市有七条河流，自西向东为：水磨河、三工河、四工河、甘河子河、白杨河、西沟河、黄山河，各河流均发源于市境内天山北坡。水源主要依赖高山冰川和积雪融化及大气降水补给。
阜康地处中温带大陆性干旱气候区，四季分明，光照充足，热量丰富。境内随地貌单元的变化，温度差异明显，南部山区年平均气温2.54℃，降雨量323—530毫米之间，年均无霜期为140天左右。中部平原年平均气温6.6℃，年均无霜期为174天，年均降水量186毫米，年均蒸发量2064毫米。北部沙漠年平均气温5.9℃，年均无霜期155天，年均降水量145毫米，年均蒸发量2292毫米。

## 行政区划
阜康市下辖3个街道办事处、4个镇、1个乡、2个民族乡：
博峰街街道、阜新街街道、准东街道、甘河子镇、城关镇、九运街镇、滋泥泉子镇、上户沟哈萨克族乡、水磨沟乡和三工河哈萨克族乡。

## 交通
- 京新高速、 216国道、 335国道过境。